# 산가네역
산가네역(일본어: 三ヶ根駅 산가네에키[*])은 일본 아이치현 누카타군 고타정에 있는 도카이 여객철도 도카이도 본선의 역이다.

## 개요
고타정 남부에 위치해, 1967년에 개업했다. 보통열차 및 도요하시 - 오카자키 간의 각 역에 정차하는 구간 쾌속만이 정차한다. 고타 정뿐 아니라, 가마고리시 서부의 가타하라나 니시우라 등 부터도 일정의 이용이 있다.
역의 소재지는 고타 정 후코즈이다. 난독 지명이기 때문에, 역 이름 결정시에는 소재지명이 아닌 산가네 산의 현관문으로서 '산가네(일본어:  三ヶ根)'가 채용되었다. 역 앞부터 산가네야마 로프웨이의 산로쿠 역 까지의 메이테쓰 버스 노선이 존재했던 것도 있었지만, 산가네야마 로프웨이가 1976년에 폐지되어, 버스 노선도 일시 폐지되었기 때문에, 산가네 산으로의 현관문으로서의 역할은 거의 없다.

## 역 구조 및 승강장
상대식 승강장 2면 2선을 가지는 지상역으로, 선상 역사를 갖춘다.
도카이 교통 사업이 업무를 위탁하는 업무위탁역으로, 오카자키역이 이 역을 관리하고 있다. 이른 아침 · 야간은 무인으로 한다. 발권 창구, 승차권 자동 발매기 1대 (TOICA 비대응)및 간이형 자동 개찰기(TOICA 대응)가 있다.
| 1 | ■ 도카이도 본선 | 하행 | 오카자키 · 나고야 방면   |
| 2 | ■ 도카이도 본선 | 상행 | 도요하시 · 하마마쓰 방면 |

## 역 주변
동문의 역 앞에는 교통량이 많은 국도 제248호선이 달리고 있어, 지하도가 설치되어 있다. 동문의 로터리에는, 오카자키 경찰서 후코즈 주재소가 있는 것 외, 이 역 설치의 경위를 기록하는 비석이 있다.
서문에는, 아이치 현도 제383호선 가마고리 헤키난 선이 달리고 있다.
- 가마고리 신용금고 산가네 지점
- 혼코지

## 역사
1900년, 아이미 촌(현재의 고타 정 중부)에 신 역 기성 동맹회가 발족해, 도카이도 본선의 신 역을 유치하는 운동이 시작되었다. 아이미 촌의 움직임을 받아, 후코즈 촌에서도 기성 동맹회가 발족했다. 1906년에 아이미 촌 · 사카자키 촌 · 후코즈 촌의 3정이 합병해서 히로타 촌이 발족. 이것을 계기로, 역 설치 장소를 아이미 · 후코즈 각 촌의 중간에 위치하는 아시야 신호장 북쪽 350m로 해, 1908년에 고다역으로서 개업했다.
1951년부터 현지에 의한 유치가 시작돼, 9월 2일, 일본국유철도 총재 앞으로 진정서가 보내졌다. 진정서에는, 현립 가마고리 공원(현재의 미카와 만 국정공원)을 끼는 관광지에 가까운 것이나, 나고야철도 버스 오카자키 니시우라 선 밖에 교통수단이 없는 것 등이 호소했다. 현지에는 '후코즈 역 설치 위원회'가 설치되어, 1952년에 175만엔의 기부가 모아졌다. 또한, 1956년의 도카이도 본선의 전철화와 아울러서 오카자키시나 가리야시에도 유치 운동이 일어나, 세 지구가 일체로 되었던 '국유철도 미쓰 역 설치 기성 동맹'이 결성되었다. 하지만, 국유철도의 '1역부터 설치가능'이라고 하는 소리의 아래 유치전이 되어, 후코즈에도 가타하라 정이나 니시우라 정, 하즈 정 등에 의한 '국정공원 산가네 역 신설 기성 동맹회'가 발족했다. 그러나, 진전은 보이지 않았지만, 1959년에 활동이 정지되었다.
하지만, 이듬해에 도카이도 신칸센의 정 내의 토지매수와 아울러서 다시 진정이 시작돼, 협력한다는 회답을 끌어냈다. 1963년에는, 정청 직원이나 동맹위원이 사토 에이사쿠 수상과 직접 교섭하는 기회를 만들어, 정치적 협력을 얻었다. 1966년 4월 19일에 기공식이 거행해, 1967년 3월 20일에 산가네 역이 개업했다. 청원역이었기 때문에, 8437만 3326엔의 총 공사비는 현지가 부담해, 그 중 1500만엔은 고다정의 마을 · 시장 · 가이야 지구가 부담했다.

### 연표
- 1966년 4월 19일 : 기공식을 감행.
- 1967년 3월 20일 : 일본국유철도 도카이도 본선의 가마고리 - 고다 간의 신설 개업. 여객영업만.
- 1987년 4월 1일 : 일본국유철도 분할 민영화에 의해, 도카이 여객철도(JR 도카이)의 역이 된다.
- 2006년 11월 25일 : TOICA 도입.

## 인접 역
| 도카이 여객철도 도카이도 본선       | 도카이 여객철도 도카이도 본선 | 도카이 여객철도 도카이도 본선 |
| ----------------------------------- | ----------------------------- | ----------------------------- |
| 미카와시오쓰 하마마쓰·시즈오카 방면 | ■ 도카이도 본선               | 고다 도요하시·나고야 방면     |